# Tren Metropolitano Córdoba

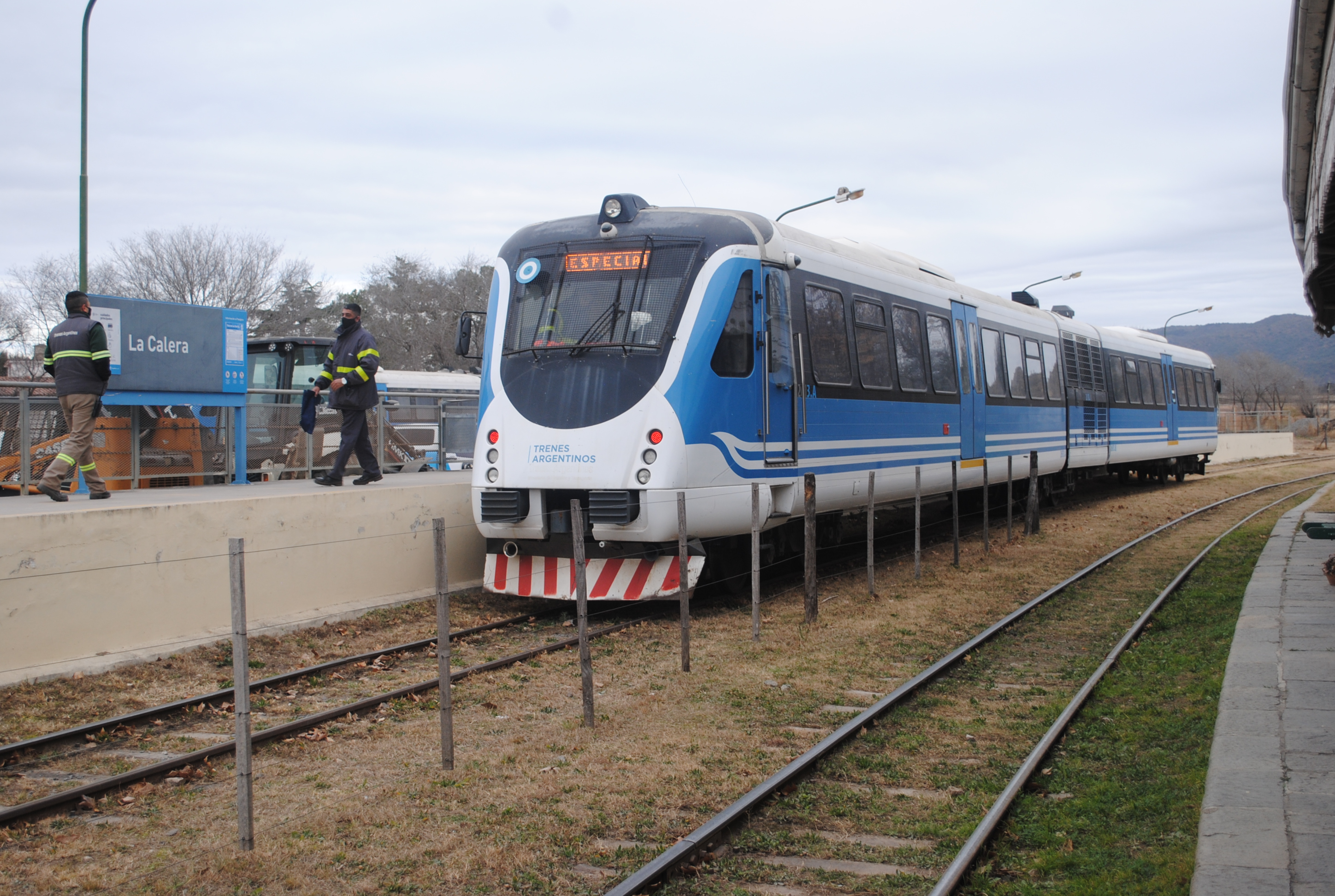
Emepa Alerce-Triebwagen am Bahnhof La Calera

Der Tren Metropolitano Córdoba (bis 2021 Ferrourbano Córdoba) ist eine Vorortbahn in der argentinischen Stadt Córdoba. Sie wird mit dieselbetriebenen Triebwagen vom Typ Emepa Alerce bedient.

## Geschichte

### Vorgeschichte
1958 wurde das Vorhaben, die im Stadtgebiet Córdobas befindlichen Gleisanlagen für eine Vorortbahn zu benutzen, zum ersten Mal ins Gespräch gebracht. 1977 nahm der von der Militärregierung des Prozesses der Nationalen Reorganisation (1976 bis 1983) eingesetzte De-facto-Bürgermeister Alejandro Olmedo Gespräche mit der staatlichen Eisenbahngesellschaft Ferrocarriles Argentinos auf, um die Gleisanlagen durch die Stadtregierung zu nutzen. Das Ende der Militärdiktatur 1983 verzögerte die Umsetzung der Pläne zum ersten Mal. 1988 wurde von Ramón Mestre, dem damaligen Bürgermeister Córdobas, das Projekt wiederaufgenommen. Es folgten Machbarkeitsstudien zur Wirtschaftlichkeit des Systems, die sich als gegeben herausstellte, sowie die Überschreibung der Gleise an eine von der Stadtregierung kontrollierte Aktiengesellschaft, Ferrourbanos S.A., die den Betrieb übernehmen sollte. 1991 stand der Ferrourbano kurz vor der Verwirklichung, als eine öffentliche Ausschreibung angekündigt wurde. Mestres Nachfolger Rubén Martí setzte die Umsetzung des Vorhabens jedoch aus.

### Betrieb alsFerrourbanoab 2009
Erst auf Initiative der Regierung Cristina Fernández de Kirchner und des Bürgermeisters von Córdoba ab 2007, Daniel Giacomino, wurde das Projekt neu aufgelegt, zunächst als Erweiterung des bereits verkehrenden Tren de las Sierras, einem Nahverkehrszug zwischen Córdoba und dem Valle de Punilla in den Sierras de Córdoba.
Die Arbeiten zur Instandsetzung des Zuges, die sich zunächst auf die Renovierung der Gleise beschränkten, begannen im Dezember 2008. Um das Ziel zu erreichen, den ersten Abschnitt vor den Kongresswahlen am 28. Juni 2009 fertigzustellen, konzentrierten sich die Bauaktivitäten zunächst auf den Abschnitt zwischen der Estación Belgrano im Stadtviertel Alta Córdoba und dem bereits vom Tren de las Sierras genutzten Bahnhof Rodríguez del Busto im Nordwesten der Stadt. Im Mai 2009 wurde mit dem Bau der zweiten Linie zur Estación Mitre und mit den Probeaktivitäten auf den bereits in gutem Zustand befindlichen Strecken Mitre–Ferreyra und Mitre–Flores begonnen.
Die Einweihung der ersten Linie erfolgte am 18. Juni 2009. Die ersten 30 Tage nach der Einweihung war die Benutzung des Zuges kostenlos. Ein Unfall im August 2009 führte jedoch dazu, dass der Betrieb etwa vier Wochen lang suspendiert wurde, da nach Ansicht von Ferrocentral die Sicherheit des Betriebs nicht gewährleistet war. Im September wurde der Betrieb mit einer stark reduzierten Frequenz als Zubringer zum Tren de las Sierras wiederaufgenommen. Ein vollwertiger Stadtbahnbetrieb war von der ebenfalls erst im September 2009 endgültig beschlossenen Umsiedlung eines Elendsviertels abhängig, das sich am Rand der Zugstrecke befindet und in dem der Unfall stattgefunden hatte.
Eine Verbesserung der Situation fand nach 2010 zunächst kaum noch statt; obwohl einzelne Streckenabschnitte erneuert wurden, verkehrte der Tren de las Sierras weiterhin nur zwei- bis dreimal am Tag. In den späten 2010er Jahren kam es zu erneuten Initiativen, das Projekt zu beleben. 2019 wurde die Teilstrecke zwischen dem Kreuzungspunkt Empalme Vía Garita nahe dem Bahnhof Belgrano und dem Bahnhof Mitre für den Güterverkehr reaktiviert, die vorher durch illegale Bauten und einen Parkplatz unterbrochen war.

### Betrieb alsTren Metropolitanoab 2021
Im Dezember 2021 wurde der Betrieb zwischen den Bahnhöfen Mitre und Belgrano sowie La Calera unter der Bezeichnung Tren Metropolitano Córdoba von der staatlichen Eisenbahngesellschaft Trenes Argentinos Operaciones aufgenommen. Der Betrieb des Tren de las Sierras wurde integriert, so dass die meisten Züge nach La Calera, einige wenige am Tag hingegen bis Valle Hermoso fahren.

## Streckennetz
Der Tren Metropolitano verkehrt auf bestehenden Strecken der Eisenbahnnetze Ferrocarril General Bartolomé Mitre (Breitspur) und Ferrocarril General Belgrano (Meterspur).
Die Linie zwischen Córdoba und La Calera nutzt wie der Tren de las Sierras die Ramal A1 genannte Bahnstrecke Córdoba–Cruz del Eje sowie die Ramal CC7 genannte Bahnstrecke Córdoba Mitre–Empalme Vía Garita, die lange ungenutzt war und daher erneuert werden musste. Die anderen Strecken waren für den Güterverkehr und Mittel- und Fernverkehrsdienste bereits in Betrieb, die Bauaktivitäten beschränkten sich daher auf den Neubau oder die Renovierung von Bahnübergängen und Haltepunkten.
Zentraler Knotenpunkt des geplanten Streckennetzes ist die Estación Mitre, der größte Bahnhof im zentralen Bereich von Córdoba. Weiterhin wurde seit Januar 2009 der Bahnhof Belgrano im Viertel Alta Córdoba restauriert, der Endpunkt der ersten eingeweihten Linie ist.

### In Betrieb
- Alta Córdoba – La Calera
- Córdoba (Mitre) – La Calera

### Bau / Vorbereitungen begonnen
- Estación Mitre - Ferreyra: Vorbereitungen 2009 begonnen[7][8]
- Estaciőn Mitre - Estación Flores: Vorbereitungen 2009 begonnen[7][8]

### In Planung
Geplant war zeitweise ein Ferro Metropolitano genanntes Netz von Vorortzügen, das an die sich bereits in Bau befindlichen Strecken anschließt. Angedacht sind Strecken in die Vororte Montecristo, Jesús María und Río Segundo, in die ebenfalls bereits Strecken bestehen, die jedoch sanierungsbedürftig sind.